# HD 49674
HD 49674 è una stella di magnitudine 8,1 situata nella costellazione dell'Auriga. Dista 133 anni luce dal sistema solare.

## Osservazione
Si tratta di una stella situata nell'emisfero celeste boreale. La sua posizione moderatamente boreale fa sì che questa stella sia osservabile specialmente dall'emisfero nord, in cui si mostra alta nel cielo nella fascia temperata; dall'emisfero australe la sua osservazione risulta invece più penalizzata, specialmente al di fuori della sua fascia tropicale. Essendo di magnitudine pari a 8,1, non è osservabile ad occhio nudo; per poterla scorgere è sufficiente comunque anche un binocolo di piccole dimensioni, a patto di avere a disposizione un cielo buio.
Il periodo migliore per la sua osservazione nel cielo serale ricade nei mesi compresi fra dicembre e maggio; nell'emisfero nord è visibile anche all'inizio dell'estate, grazie alla declinazione boreale della stella, mentre nell'emisfero sud può essere osservata limitatamente durante i mesi della tarda estate australe.

## Caratteristiche fisiche
La stella è una stella gialla di sequenza principale paragonabile al Sole; la massa è 1,05 volte superiore, mentre il raggio è del 94% del raggio solare. Possiede una magnitudine assoluta di 5,05 e la sua velocità radiale positiva indica che la stella si sta allontanando dal sistema solare.

## Pianeta
Nel giugno del 2002 è stato scoperto un pianeta delle dimensioni di Nettuno, HD 49674 b, orbitare attorno alla stella, la cui massa è stata stimata in 0.115 volte quella di Giove. Il periodo orbitale è di 5 giorni circa e il semiasse maggiore è di 0.058 U.A..

### Prospetto del sistema planetario
| Pianeta | Massa     | Periodo orb. | Sem. maggiore | Eccentricità | Scoperta |
| ------- | --------- | ------------ | ------------- | ------------ | -------- |
| b       | >0,115 MJ | 4,94 giorni  | 0,058 UA      | 0,23         | 2002     |